# Валета
Валета или Ла Валета (малт. Valletta, у свакодневно говору и Il-Belt, у значењу град) је главни град Малте и налази се на истоименом острву, између луке Марсамксет на западу и Велике луке на истоку. Њено становништво у административним границама из 2014. године износило је 6.444. Према подацима Еуростата из 2020. године, Функционално урбано подручје и метрополитанско подручје покривало је цело острво и има 480.134 становника. Валета је најјужнија престоница Европе, и са само 0,61 km2 (0,24 sq mi), најмањи је главни град Европске уније. Валета чини и једну од 11 градских општина Малте. По величини Валета није највеће насеље ни град у држави, већ је то Биркиркара. Међутим, и поред тога, она је историјско, културно и управно средиште острвља вековима. Због свог историјског и културног значаја и очуваности старог изгледа у великим зидинама Ла Валета је стављена на списак светске баштине УНЕСКО-а.
Зграде у Валети из 16. века саградили су витезови хоспиталци. Град је добио име по Жану Паризо де Валету, који је успео да одбрани острво од отоманске инвазије током Велике опсаде Малте. Град је барокног карактера, са елементима маниристичке, неокласичне и модерне архитектуре, иако је Други светски рат оставио велике ожиљке на граду, посебно уништењем Краљевске опере. Град је званично признат као место светске баштине од стране Унеска 1980. године. Град има 320 споменика, сви на површини од 0,55 квадратних километара (0,21 квадратних миља), што га чини једном од најконцентрисанијих историјских области на свету. Понекад се назива и „музејем на отвореном“, Валета је изабрана за Европску престоницу културе 2018. Валета је такође најсунчанији град у Европи.

## Порекло назива
Званично име које је Ред светог Јована дао граду било је Humillima Civitas Valletta, тј. град посвећен понизности, међутим због својих бастиона и тврђава, заједно с лепотом барокних зграда дуж узаних улица, Валета је постала позната као Superbissima — „Величанствени“ међу владајућим кућама Европе. На малтешком он се уобичајено назива Il-Belt, што једноставно значи „Град“.

## Географија
Валета се сместила на северној страни острва Малта. Град је стратешки постављен у јединој већој природној луци на острву Малта, које је иначе веома окомитих и тешко приступачних обала. Сам град је у зидинама на омањем полуострву Шеберас, које окружују две природне луке. Тло на коме је изграђен град је прилично покретно, али је и поред тога овде примењена правилна ортогонална улична мрежа.
Валета је изразито приморски град, на полуострву са три стране окруженом водом, које окружују две природне луке, Марсамшет и Велика лука. Град је стога највећа лука на Малти, са доковима на Марси, терминалом за путничке бродове који је недавно саграђен у Великој луци, дуж старих градских зидина с продавницама које је саградио Велики мајстор Пинто.

### Клима
Валета, као и цела Малта, има средоземну климу са веома топлим и сувим летима и благим и кишовитим зимама. Средња годишња температура је 21 °C.
| Клима Малте (Луга аеродром у предграђу Валете, 1991–2020) | Клима Малте (Луга аеродром у предграђу Валете, 1991–2020) | Клима Малте (Луга аеродром у предграђу Валете, 1991–2020) | Клима Малте (Луга аеродром у предграђу Валете, 1991–2020) | Клима Малте (Луга аеродром у предграђу Валете, 1991–2020) | Клима Малте (Луга аеродром у предграђу Валете, 1991–2020) | Клима Малте (Луга аеродром у предграђу Валете, 1991–2020) | Клима Малте (Луга аеродром у предграђу Валете, 1991–2020) | Клима Малте (Луга аеродром у предграђу Валете, 1991–2020) | Клима Малте (Луга аеродром у предграђу Валете, 1991–2020) | Клима Малте (Луга аеродром у предграђу Валете, 1991–2020) | Клима Малте (Луга аеродром у предграђу Валете, 1991–2020) | Клима Малте (Луга аеродром у предграђу Валете, 1991–2020) | Клима Малте (Луга аеродром у предграђу Валете, 1991–2020) |
| Показатељ \ Месец                                         | .Јан.                                                     | .Феб.                                                     | .Мар.                                                     | .Апр.                                                     | .Мај.                                                     | .Јун.                                                     | .Јул.                                                     | .Авг.                                                     | .Сеп.                                                     | .Окт.                                                     | .Нов.                                                     | .Дец.                                                     | .Год.                                                     |
| --------------------------------------------------------- | --------------------------------------------------------- | --------------------------------------------------------- | --------------------------------------------------------- | --------------------------------------------------------- | --------------------------------------------------------- | --------------------------------------------------------- | --------------------------------------------------------- | --------------------------------------------------------- | --------------------------------------------------------- | --------------------------------------------------------- | --------------------------------------------------------- | --------------------------------------------------------- | --------------------------------------------------------- |
| Максимум, °C (°F)                                         | 15,7 (60,3)                                               | 15,7 (60,3)                                               | 17,4 (63,3)                                               | 20,0 (68)                                                 | 24,2 (75,6)                                               | 28,7 (83,7)                                               | 31,7 (89,1)                                               | 32,0 (89,6)                                               | 28,6 (83,5)                                               | 25,0 (77)                                                 | 20,8 (69,4)                                               | 17,2 (63)                                                 | 23,1 (73,6)                                               |
| Просек, °C (°F)                                           | 12,9 (55,2)                                               | 12,6 (54,7)                                               | 14,1 (57,4)                                               | 16,4 (61,5)                                               | 20,1 (68,2)                                               | 24,2 (75,6)                                               | 26,9 (80,4)                                               | 27,5 (81,5)                                               | 24,9 (76,8)                                               | 21,8 (71,2)                                               | 17,9 (64,2)                                               | 14,5 (58,1)                                               | 19,5 (67,1)                                               |
| Минимум, °C (°F)                                          | 10,1 (50,2)                                               | 9,5 (49,1)                                                | 10,9 (51,6)                                               | 12,8 (55)                                                 | 15,8 (60,4)                                               | 19,6 (67,3)                                               | 22,1 (71,8)                                               | 23,0 (73,4)                                               | 21,2 (70,2)                                               | 18,4 (65,1)                                               | 14,9 (58,8)                                               | 11,8 (53,2)                                               | 15,9 (60,6)                                               |
| Количина падавина, mm (in)                                | 79,3 (3,122)                                              | 73,2 (2,882)                                              | 45,3 (1,783)                                              | 20,7 (0,815)                                              | 11,0 (0,433)                                              | 6,2 (0,244)                                               | 0,2 (0,008)                                               | 17,0 (0,669)                                              | 60,7 (2,39)                                               | 81,8 (3,22)                                               | 91,0 (3,583)                                              | 93,7 (3,689)                                              | 580,7 (22,862)                                            |
| Дани са падавинама (≥ 1.0 mm)                             | 10,0                                                      | 8,2                                                       | 6,1                                                       | 3,8                                                       | 1,5                                                       | 0,8                                                       | 0,0                                                       | 1,0                                                       | 4,3                                                       | 6,6                                                       | 8,7                                                       | 10,0                                                      | 61                                                        |
| Сунчани сати — месечни просек                             | 169,3                                                     | 178,1                                                     | 227,2                                                     | 253,8                                                     | 309,7                                                     | 336,9                                                     | 376,7                                                     | 352,2                                                     | 270,0                                                     | 223,8                                                     | 195,0                                                     | 161,2                                                     | 3.054                                                     |
| Извор: Meteo Climate, MaltaWeather.com (sun data)         |                                                           |                                                           |                                                           |                                                           |                                                           |                                                           |                                                           |                                                           |                                                           |                                                           |                                                           |                                                           |                                                           |

## Историја
Подручје Валете било је насељено још у време праисторије и било је активно у старом и средњем веку, али није имало већи значај до 16. века.
Камен-темељац града Валете поставио је Велики мајстор Реда светог Јована, Жан де ла Валет28. марта 1566. године. Ред (који је дуго управљао градом и острвом) одлучио је да оснује нови град на полуострву Шеберас одмах после окончања велике опсаде Малте. Како је дато полуострво било средишње у јединој природној луци на острву, иначе веома окомитих и тешко приступачних обала, ово је био кључни потез да би учврстио положај на острву. По острву је ред добио и много познатији назив „малтешких витезова“. Град је пројектовао Франческо Лапарели, док је најважније зграде сазидао Ђероламо Касар. Валета је зато град с многим зградама из 16. века и касније, али највећи број их је изграђен у време Витезова светог Јована из Јерусалима (Витезова хоспиталаца или Малтешких витезова).
Престоница Малте је постао 1570. године.
После дуге владавине витезова и кратке владавине Француза у време Наполеона, следеће раздобље веће градње био је за време британске владавине. Капије су проширене, зграде рушене и поново зидане, куће прошириване и уведена градска инфраструктура. Међутим, читав град и његова инфраструктура су веома оштећени у ваздушним нападима за време Другог светског рата, а величанствена зграда опере, изграђена у 19. веку на улазу у град, срушена је. И поред тога, Валета је после рата обновљена у највећем могућем обиму, па град и данас има старински шарм — бројне знамените кафее, места за састанке, ресторане, банке, хотеле и владине зграде. Постоје и јавни вртови са којих се пружа величанствен поглед на Велику луку и околину.

## Становништво
Становништво Валете је по проценама из 2008. године бројало нешто преко 6 хиљада становника. Оно је у сталном паду током последњих деценија, и данас је тек трећина некадашњег броја. Овај процес се нарочито убрзао после Другог светског рата када се млађе становништво често селило из претрпаног града у околна предграђа са новом градњом, а сам град је остао средиште трговачких и управних делатности. Стога је град и поред своје величине и маленкости у односу на нека предграђа и данас средиште живота ове мале државе.

## Привреда

### Саобраћај
Јавни саобраћај на Малти, који користи аутобусе, одвија се углавном на линијама ка и од Валете, преко терминала који се налази одмах до улаза у град. Саобраћај у самом граду је ограничен, а неке главне улице су потпуно претворене у пешачке зоне.

## Знаменитости града
Цела Валета је сачувана у старим зидинама и има у потпуности очуван дух прошлих времена. Због свега тога је град стављен на списак светске баштине УНЕСКО-а.
Град има неколико зграда од изузетне историјске важности, све данас на списку УНЕСКО-ве Светске баштине. Највредније зграде су: 
- Ко-катедрала Светог Јована, бивша манастирска црква Малтешких витезова,
- Палата Кастиља (данас зграда председника владе),
- утврђења која су витезови сазидали да би заштитили град од напада,
- Палата Великог мајстора (данас седиште Малтешке скупштине) и
- Национални музеј лепих уметности.

- Ко-катедрала Светог Јована
- Градска башта
- Палата Великог мајстора — данас седиште Малтешке скупштине
- Даждевњакова фонтана
- Марина у Валети
- Зидине у Валети

## Култура
Празник Светог Павла из Тарса се прославља у Валети 10. фебруара, док се празници Светог Доминика, Светог Августина и Наше Госпе од Кармела прослављају током целе године. Приређује се и процесија Свете Рите. Овде се налази Национални војни музеј (Малта).

## Спорт
Валета је позната и по фудбалском клуб ФК Валета, једног од најбољих клубова на острву.

## Партнерски градови
- Пиран
- Вилњус
- Родос